# Longeau-Percey
 Longeau-Percey  es una población y comuna francesa, en la región de Champaña-Ardenas, departamento de Alto Marne, en el distrito de Langres y cantón de Longeau-Percey.

## Demografía
| 383 | 410 | 536 | 549 | 638 | 669 |
| Para los censos de 1962 a 1999 la población legal corresponde a la población sin duplicidades (Fuente: INSEE [Consultar]) |     |     |     |     |     |